# Xã Sartoria, Quận Buffalo, Nebraska
Xã Sartoria (tiếng Anh: Sartoria Township) là một xã thuộc quận Buffalo, tiểu bang Nebraska, Hoa Kỳ. Năm 2010, dân số của xã này là 75 người.